# Cineastas en acción
Cineastas en acción es una película documental, en la que se denuncian los atropellos que se cometen contra la integridad de las películas dirigida en el año 2005 por Carlos Benpar.

## Argumento
Ensayo que critica la manipulación de las obras cinematográficas y que se abre con el testimonio de Salvador Dalí a favor del derecho de todo artista a defender la integridad de su obra hasta las últimas consecuencias. Numerosos testimonios protesta de grandes figuras como Bigas Luna y Bernardo Bertolucci sobre el coloreado electrónico, Bertrand Tavernier y su lamento por los cineastas que acceden a colorear sus films, Henning Carlsen, razonando sobre el Derecho Moral de los autores, o el genuino Woody Allen denunciando el tema de la censura. Multitud de opiniones en primera persona, junto a narraciones de "la Actriz", que conduce la historia, entre las que destaca la primera vez que se celebró una reunión de directores a nivel mundial para defender sus derechos (1956).

## Premios
XXI edición de los Premios Goya
| Categoría                 | Resultado |
| ------------------------- | --------- |
| Mejor película documental | Ganadora  |

Medallas del Círculo de Escritores Cinematográficos de 2006
| Categoría        | Resultado |
| ---------------- | --------- |
| Mejor documental | Ganadora  |